# Бурат
Бурат — болгаро-хозарська князівська династія.
У Джагфар Таріхи («Історія Джагфара»), є згадування про Болгарського принца Бурата (Іджим-Бурат [Архівовано 22 жовтня 2011 у Wayback Machine.]). Також у Джагфар Таріхи (Глава 21-25, Газі-Барадж [Архівовано 23 жовтня 2011 у Wayback Machine.]), є згадування про воєводу Кул-Бурата [Архівовано 23 жовтня 2011 у Wayback Machine.].
У Міфтахова[недоступне посилання з червня 2019], «Курс лекцій по історії Булгарського (Казансько-Татарського) народу», бек (князь) Бурат згадується як — бек садумців [Архівовано 31 травня 2008 у Wayback Machine.] (скандинавів).
Джир-Бурат [Архівовано 4 березня 2016 у Wayback Machine.] — Хозарский каган, 805–813 гг.
Бурат — мурза чатских татар [Архівовано 7 жовтня 2017 у Wayback Machine.], XVII — поч. XVIII ст.
У другому томі Джагфар Таріхи, Зеленодольск (в 1032 році) згадується як місто Бурат.